# National Missile Defense
Die National Missile Defense (NMD; deutsch Nationale Raketenabwehr) bzw. der US-Raketenschild ist ein zur Regierungszeit von US-Präsident George W. Bush angestrengtes Rüstungsprojekt der Vereinigten Staaten von Amerika. Es gilt als Nachfolger der Strategic Defense Initiative (SDI) und wurde realisiert mit dem Aegis Ballistic Missile Defense System, das ein Erweiterung des Aegis-Kampfsystems ist. Auf diesem fußt die NATO-Raketenabwehr in Europa.
Federführend verantwortlich für die Entwicklung und Umsetzung der NMD ist die Missile Defense Agency (MDA; etwa: Amt für Raketenverteidigung), eine Abteilung des US-amerikanischen Verteidigungsministeriums.
Als Nordkorea den USA 2013 mit einem Atomschlag drohte (siehe Nordkorea-Krise 2013), geriet das Thema wieder ins öffentliche Bewusstsein.

## Geschichte

Strategic Defense Initiative (SDI) 1984–1994
Ballistic Missile Defense (BMD) 1994–2002
Missile Defense Agency (MDA) seit 2002

Spätestens seit den späten 1950ern bis in die 1970er hatten die USA immer wieder versucht, ein Raketenabwehrsysstem aufzubauen, dies erwies sich aus finanziellen oder anderen Gründen als problematisch und scheiterte jeweils. Auch die 1983 von Ronald Reagan initiierte Strategic Defense Initiative hatte ihre Wirkung weniger im militärischen als im politischen Raum. Unter Bill Clinton (US-Präsident von 1993 bis Januar 2001) wurde im Januar 1999 der 'National Missile Defense Act of 1999' (etwa: Nationales Raketenverteidigungsgesetz) beschlossen. Im Gesetz heißt es:

„Es ist die Politik der Vereinigten Staaten, so rasch wie technologisch möglich eine effektive Nationale Raketenverteidigung zu stationieren, die in der Lage ist, das Gebiet der Vereinigten Staaten gegen begrenzte ballistische Raketenangriffe (ob nun unbeabsichtigt, ungenehmigt oder vorsätzlich) zu verteidigen und deren Finanzierung unter dem Vorbehalt der jährlichen Zuteilungsbewilligung und der jährlichen Bewilligung von Mitteln für die Nationale Raketenverteidigung steht.“

Während der Amtszeit von George W. Bush (US-Präsident von 2001 bis Januar 2009) wurde NMD weiterentwickelt und sollte vor Terroristen, so genannten Schurkenstaaten wie Iran und Nordkorea und vor versehentlich abgeschossenen Atomraketen schützen. Obwohl auch frühere Programme ein Erschüttern oder Beeinträchtigen der wechselseitigen Abschreckung gegenüber Russland und Volksrepublik China weder beabsichtigten (siehe Gesetzestext oben) noch dies technisch möglich ist (wegen der zu erwartenden Übersättigung, d. h. zu viel Rakete auf einmal, siehe unten) kritisieren beide Staaten seit Jahren diese als globales Wettrüsten mit Weltraumtechnologie.
Kurz nach den Terroranschlägen am 11. September 2001 haben die USA den ABM-Vertrag aufgekündigt (13. Dezember 2001). Die Kündigung wurde sechs Monate später, am 13. Juni 2002, wirksam.

## Aufgaben und Verfahren des Systems
Zunächst muss ein Raketenabwehrsystem anfliegende Raketen erkennen und unterscheiden können. Mittels Frühwarnradarstationen am Boden und mit Hilfe von Infrarotkameras in geostationären Satelliten erkennt das System – zumindest in der Theorie – automatisch startende Raketen an ihrer Antriebswärme (also dem Schweif bzw. Feuerstrahl). Die Infrarotkameras der Frühwarnsatelliten können die Raketen nach dem Durchqueren der unteren Atmosphärenschichten detektieren und anhand der Form und der Hitzeverteilung im Feuerstrahl den Raketentyp bestimmen – so jedenfalls die Vorstellung der Initiatoren der NMD.
Zu diesem Zeitpunkt (in der boost phase) ist bei Raketentypen, die sowohl für die Raumfahrt als auch als ICBMs verwendet werden, allerdings bislang keine Unterscheidung zwischen einem zivilen Raumfahrteinsatz oder einer militärischen Aggression möglich.
Am 24. April 2007 wurde das Near Field Infrared Experiment (NFIRE) mit einer Minotaur-1-Trägerrakete von der Wallops Flight Facility auf eine Umlaufbahn in 495 km Höhe gebracht. Der ursprünglich schon für 2005 geplante Start war zuvor zweimal verschoben worden. NFIRE soll die Detektion von Raketentypen bzw. ihres Einsatzzweckes nunmehr entscheidend verbessern. Raketen, die in friedlicher Absicht eingesetzt werden, sollen so schon in der Startphase aussortiert werden können.
Im nächsten Schritt wird die Bahn der Rakete beobachtet und vorausberechnet. In der Zusammenschau der – in einem äußerst kurzen Zeitfenster – gewonnenen Daten muss dann abgeschätzt werden, ob es sich beim jeweiligen Raketenstart um einen Angriff oder zum Beispiel nur um eine Trägerrakete für die Raumfahrt handelt.
Die Vorausberechnung der Flugbahn ist relativ einfach, solange es sich bei dem Geschoss um eines mit strikt ballistischer Flugbahn wie etwa bei den meisten Interkontinentalraketen (ICBMs) handelt. Diese Raketen steigen nach dem Brennschluss in einer rechnerisch nachvollziehbaren Bahn (mit gewissen Abweichungen, verursacht u. a. durch diverse atmosphärische Einflüsse) bis in den Weltraum hinauf, um dort einen oder mehrere Gefechtsköpfe freizusetzen. Üblicherweise werden bei MIRVs auch noch Gefechtskopfattrappen freigesetzt, um Abwehrsysteme abzulenken und zu verwirren.
Allerdings hatte die Sowjetunion bereits in den 1960er-Jahren ein System zur Einsatzreife entwickelt, das schon damals eine Vorausschau des mutmaßlichen Ziels bis kurz vor dem Einschlag unmöglich machte (vgl. FOBS).
Zur Zerstörung der atomaren Gefechtsköpfe wird in ihrer Flugbahn ein vom Boden gestartetes oder auch von Satelliten freigesetztes „Kill Vehicle“ (wie bei NFIRE vorgesehen, das die Detektion von feindlichen Flugkörpern mit deren Abwehr in einem Satelliten verbinden soll) auf Kollisionskurs gebracht – in teilweise nahezu entgegengesetzter Flugrichtung. Es ist mit IR- und Bildsensoren ausgestattet, um die Gefechtsköpfe zu erkennen. Im Idealfall besitzt diese Vernichtungsvorrichtung eine gewisse Lenkfähigkeit. Geplant sind auch Killersatelliten, die zu selbstständigen Annäherungsoperationen fähig sind („Autonomous Proximity Operations“). Ein solches „Kill Vehicle“ soll dann einen Gefechtskopf bei seiner Bahn im All in der Regel durch bloße Kollision – also durch kinetische Energie – bei über 7 km pro Sekunde (also 25.200 km/h) zerstören.

## Hintergründe

### Technische Kritik
Die Verteidigung gegen eine ganze Flotte angreifender Raketen – und somit der vielbeschworene „Schutzschild“ – gilt (Stand: 2006) als technisch nicht möglich. Demnach können derzeit höchstens 20 Gefechtsköpfe auf einmal abgewehrt werden, was zwei bis drei angreifenden Raketen mit sieben bis acht MIRVs entspräche. Das Multiple-Kill-Vehicle-System soll dieses Problem in Zukunft lösen.
Gegen terroristische Angriffe ist der Schutz nach Einschätzung von Kritikern des NMD-Konzepts ebenfalls unvollkommen: Eine terroristische Organisation, wenn sie denn in den Besitz einer Kernwaffe gelangte, würde diese eher auf einem anderen Weg gegen die Vereinigten Staaten anwenden, etwa ins Land geschmuggelt (z. B. als „Kofferbombe“), in einem LKW o. ä. untergebracht und/oder per Schiff in den Hafen einer großen Stadt transportiert.

### Taktische Grundlagen eines Raketenabwehrsystems

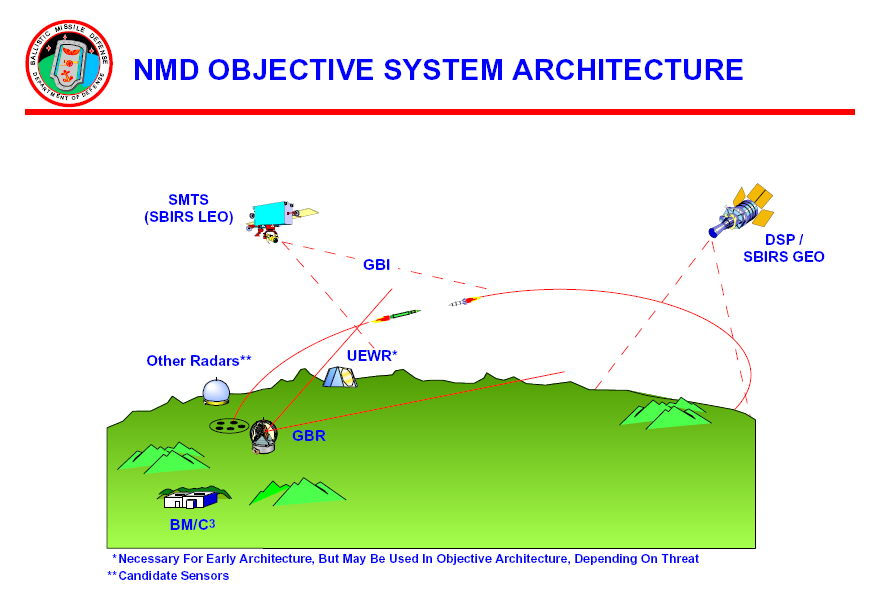
Die Zielsetzung bei der Systemarchitektur der National Missile Defense (Grafik des DoD)

Grundlage einer Raketenabwehr ist die schnelle Reaktion auf anfliegende Raketen/Gefechtsköpfe. Innerhalb kürzester Zeit müssen startende Raketen als anfliegende ICBMs erkannt und deren Flugbahnen bestimmt werden.
Die Bekämpfung kann in drei möglichen Phasen des Angriffs stattfinden:
1. Startphase,
2. ballistischer, ggfs. suborbitaler Flug außerhalb der Atmosphäre,
3. Wiedereintritt in die Atmosphäre/Zielanflug.

#### Startphase
In der Startphase bietet eine aufsteigende ICBM im Prinzip ein relativ großes, sich auf einer vorausberechenbaren Bahn bewegendes Ziel, welches theoretisch einfach erfasst und bekämpft werden könnte. Ebenso könnten (im Prinzip) auf diese Weise mehrere Sprengköpfe (MIRVs) gleichzeitig durch die Zerstörung einer Rakete ausgeschaltet werden.
Die aktive Aufstiegsphase dauert ca. fünf bis zehn Minuten; bei moderneren Langstreckenraketen ist sie noch erheblich kürzer. In dieser Zeit müssen die Starts entdeckt und bewertet werden. Es muss entschieden werden, ob ein Angriff vorliegt und welche Ziele voraussichtlich angegriffen werden. Außerdem müssten in dieser kurzen Zeit die politischen und militärischen Entscheidungen zur Reaktion auf einen möglichen Angriff getroffen werden, was die Gefahr von Fehlschlüssen erheblich erhöht.
Durch das NMD-Konzept ist eine Bekämpfung in dieser Phase bislang nicht möglich, wenngleich auch hierzu intensiv geforscht wird. In Zukunft sollen für Abfangmanöver in der Startphase vornehmlich luftgestützte Laser (Airborne Laser, ABL) eingesetzt werden, da hier für den Einsatz jedweder materieller Geschosse die Zeit in aller Regel einfach zu knapp wäre (es sei denn, die Abwehrwaffe befände sich in unmittelbarer Nähe der startenden Rakete). Vom ABL erhofft man sich, Raketen in der Startphase innerhalb von Sekunden vernichten zu können.
Ende September 2006 wurde angekündigt, dass 2007 eine Boeing-747, genannt Big Crow (deutsch: Große Krähe), mit einem Lasersystem zur Raketenabwehr ausgestattet werden soll; Meldungen zufolge sind die ersten Tests des Lasersystems unter Luftkampfbedingungen für 2009 geplant.
Für Kritiker sind Laserwaffen dieser Art allerdings nicht nur zu teuer, sondern oberdrein auch überflüssig, da sie mit geringem Aufwand wirkungslos gemacht werden könnten: Man müsse die Raketen dazu einfach nur mit einer verspiegelten Ummantelung versehen, die einen Großteil der gerichteten Energie ablenke. Bisher sollen die USA für das Lasersystem zur Raketenabwehr bereits 3,5 Milliarden US-Dollar aufgewendet haben.

#### Ballistischer suborbitaler Freiflug außerhalb der Atmosphäre
Während des ballistischen Flugs werden die Sprengköpfe ausgesetzt. Diese steuern daraufhin auf ihre Ziele zu. Sollten MIRVs und Täuschkörper eingesetzt werden, vervielfachen sich dabei die zu bekämpfenden Objekte. Die Sprengköpfe stellen kleine, sich rasch und unabhängig bewegende Ziele dar. Jeder Sprengkopf müsste einzeln erfasst, verfolgt und bekämpft werden, was eine äußerst umfangreiche Dislozierung von Abwehrmitteln erforderte.
Der Vorteil einer Bekämpfung in dieser Phase wäre die verlängerte Reaktionszeit, um den Angriff zu bewerten und Prioritäten für die Verteidigung festzulegen.
Beim NMD-Programm soll diese Phase vorrangig zur Bekämpfung anfliegender Gefechtsköpfe genutzt werden.

#### Wiedereintritt in die Atmosphäre/Zielanflug
Der Wiedereintritt in die Atmosphäre bietet die längste Reaktionszeit: je nach Flugbahn bis zu 45 Minuten nach dem Start der zu bekämpfenden Rakete. Es ist am ehesten möglich, betroffene Ziele und Flugbahnen zu bestimmen, um den Abfangvorgang zu koordinieren – jedenfalls bei ballistischen Raketen. Ebenso können Attrappen besser ausgeschlossen werden, falls diese beim Eintritt in die Atmosphäre verglühen sollten.
Beim Wiedereintritt sind allerdings aktive Ausweichmanöver der Gefechtsköpfe möglich, so z. B. ein Manövrieren im hohen Überschallbereich in der oberen Atmosphäre, etwa durch MARV.
Das NMD-Programm deckt nur einen Teil aller Angriffsphasen ab. Es stellt praktisch einen Kompromiss zwischen maximaler Reaktionszeit und möglichst einfacher Bekämpfung dar. Am problematischsten ist dabei, Verfahren und Techniken für eine schnelle Evaluierung und Entscheidung zu entwickeln, da bei einem Angriff 20 bis maximal 35 Minuten zwischen Start und Einschlag zur Verfügung stehen.

### Die Testbilanz der NMD bis Dezember 2008
Nach einer Mitteilung der Missile Defense Agency hat eine bodengestützte, von der Vandenberg Air Force Base in Kalifornien gestartete Rakete Ende September 2007 erfolgreich ein Zielprojektil über dem Pazifik abgefangen, das vom Kodiak Launch Complex in Alaska abgefeuert worden war. Einem Sprecher der MDA zufolge erfasste das kurz zuvor aufgerüstete Frühwarnradar der Beale Air Force Base in Kalifornien das „angreifende“ Geschoss unmittelbar nach dem Start. Die Demonstration dieser Fähigkeit war dem US-Raketenabwehramt zufolge das Anliegen des Tests, der der zwölfte dieser Art seit 1999 war. Vier davon waren Fehlschläge; ein Test im Mai 2007, als eine Abfangrakete nicht abhob, wurde zum „Nicht-Test“ erklärt. Jeder dieser Versuche kostet rund 100 Millionen Dollar. Am 5. Dezember 2008 gab es einen weiteren Test, welcher das Abfangen eines auf Kodiak Island (Alaska) gestarteten Zieles durch einen GBI der Vandenberg Air Force Base beinhaltete. Laut der amerikanischen Luftwaffe wurden alle gesteckten Ziele des Tests erfolgreich absolviert.

### Stationierungsorte

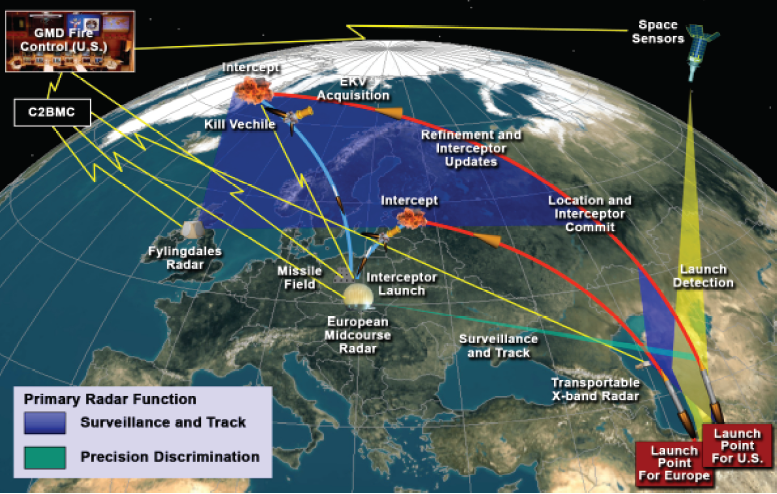
Das von den USA unter George W. Bush ursprünglich geplante europäische Raketenabwehrprogramm

Ground Based Interceptors (GBIs) sind seit 2004 als initiale Verteidigungskapazität in Alaska und Kalifornien stationiert. In Fort Greely (Alaska) stehen derzeit 20 GBIs im Dienst, auf der Vandenberg Air Force Base (Kalifornien) vier weitere.

## Überarbeitung der NMD-Strategie durch die Regierung Obama
Am 20. September 2009 meldete der Londoner „Guardian“, Obama wolle die bereits zu seinem Regierungsantritt angekündigte umfassende Revision der US-Nukleardoktrin verstärkt in Angriff nehmen. Nachdem die US-Regierung laut eigenem Bekunden zu einer geänderten Einschätzung der iranischen Langstreckenkapazitäten und -fähigkeiten gelangt war, sollen künftig vornehmlich erprobte Abfangraketen und nur noch in Nordamerika (modernisierte) Langstreckenraketen eingesetzt werden, der neue Plan soll bis zum Jahr 2020 umgesetzt werden.
Mit dem Active Layered Theatre Ballistic Missile Defence unterhält die NATO ein technisch ähnliches Raketenabwehrsystem in Europa, das aus Sicht der USA zum Schutz der eigenen Soldaten vor Angriffen aus Iran und möglicherweise Russland dient. Bei diesen beiden Ländern steht es deshalb in steter Kritik.
Dem damaligen russischen Präsidenten Dmitri Medwedew zufolge sollte der Raketenschutzschild einen weltumspannenden Charakter haben statt von einzelnen Staaten isoliert aufgebaut zu werden. „Es handelt sich um globale Fragen“, erklärte Medwedew in einem CNN-Interview und verwies u. a. auf die Probleme im Nahen Osten sowie auf der Korea-Halbinsel. „Deshalb muss das Schutzsystem von globaler Dimension sein statt aus einer geringen Anzahl von Raketen zu bestehen, die nur unser Territorium erreichen können, ohne andere Gebiete abzudecken. Ich hoffe, dass unsere amerikanischen Partner dies erhört haben.“ Medwedew gab sich optimistisch, dass Moskau und Washington noch bis zum Jahreswechsel 2009/2010 einen neuen Vertrag über den Abbau der strategischen Nuklearwaffen (START) vereinbaren können.
Irans Oberster Rechtsgelehrter Ali Chamene’i verurteilte am 20. September 2009 die Absichten der Regierung Obama, die westlichen Besorgnisse mit Blick auf das Nuklearprogramm des Iran seien „bloß ein Lügenmärchen der Vereinigten Staaten“. Demgegenüber kündigte wenig später der Vizekommandeur der IRGC Hossein Salami an, die Reichweite der Raketen seines Landes verlängern zu wollen, um Europa angreifen zu können.
In den USA sprachen sich zwei Senatoren (ein Republikaner und ein Demokrat) und ein ehemaliger General der US-Luftwaffe erneut nachdrücklich für eine harte Haltung gegenüber Teheran aus, die letztendlich auch eine militärische Option umfassen müsse.

## Sensoren und Waffensysteme

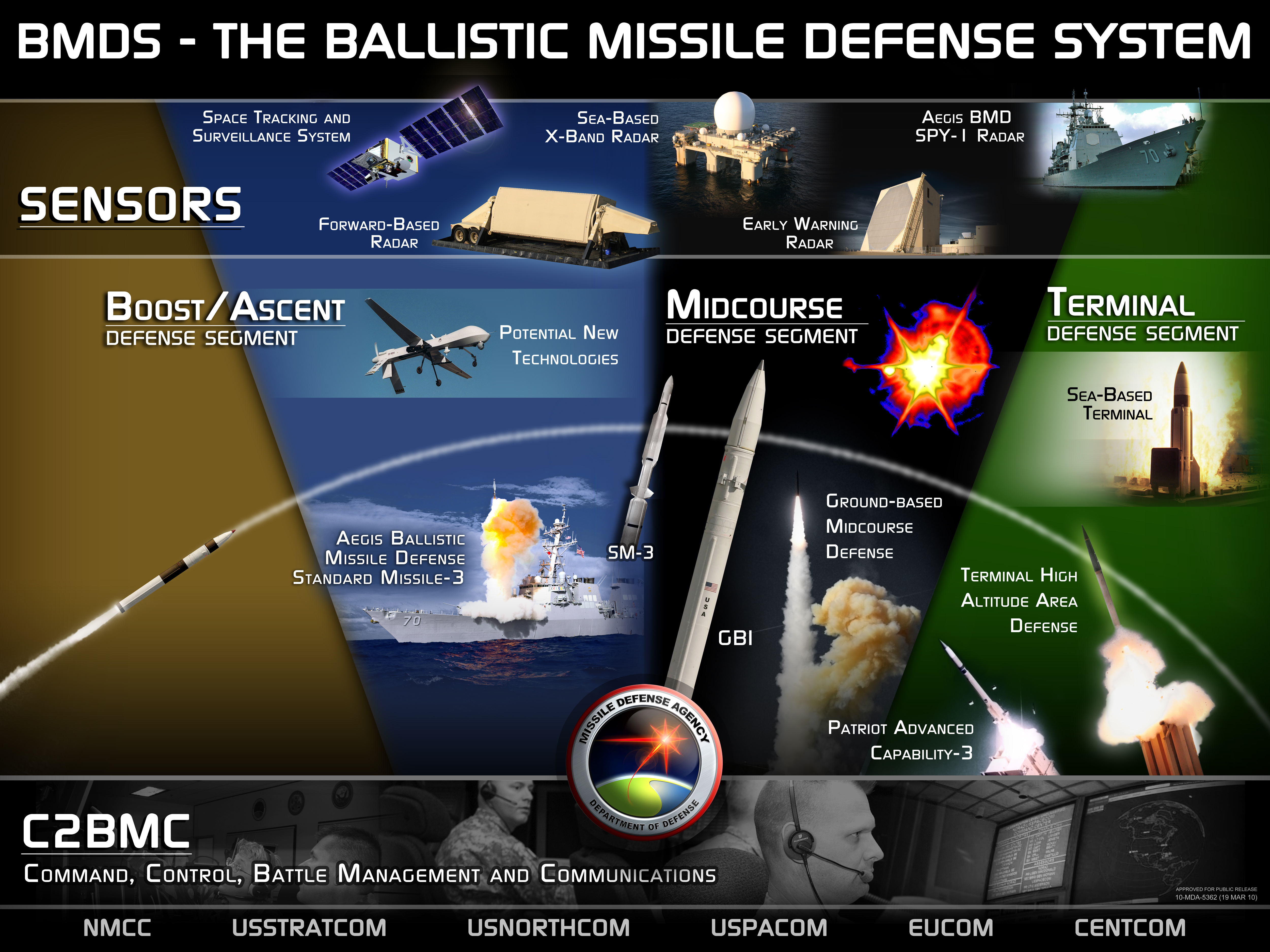
Überblick über das Ballistic Missile Defense System (BMDS) der USA (Darstellung der Missile Defense Agency (MDA), 2010)

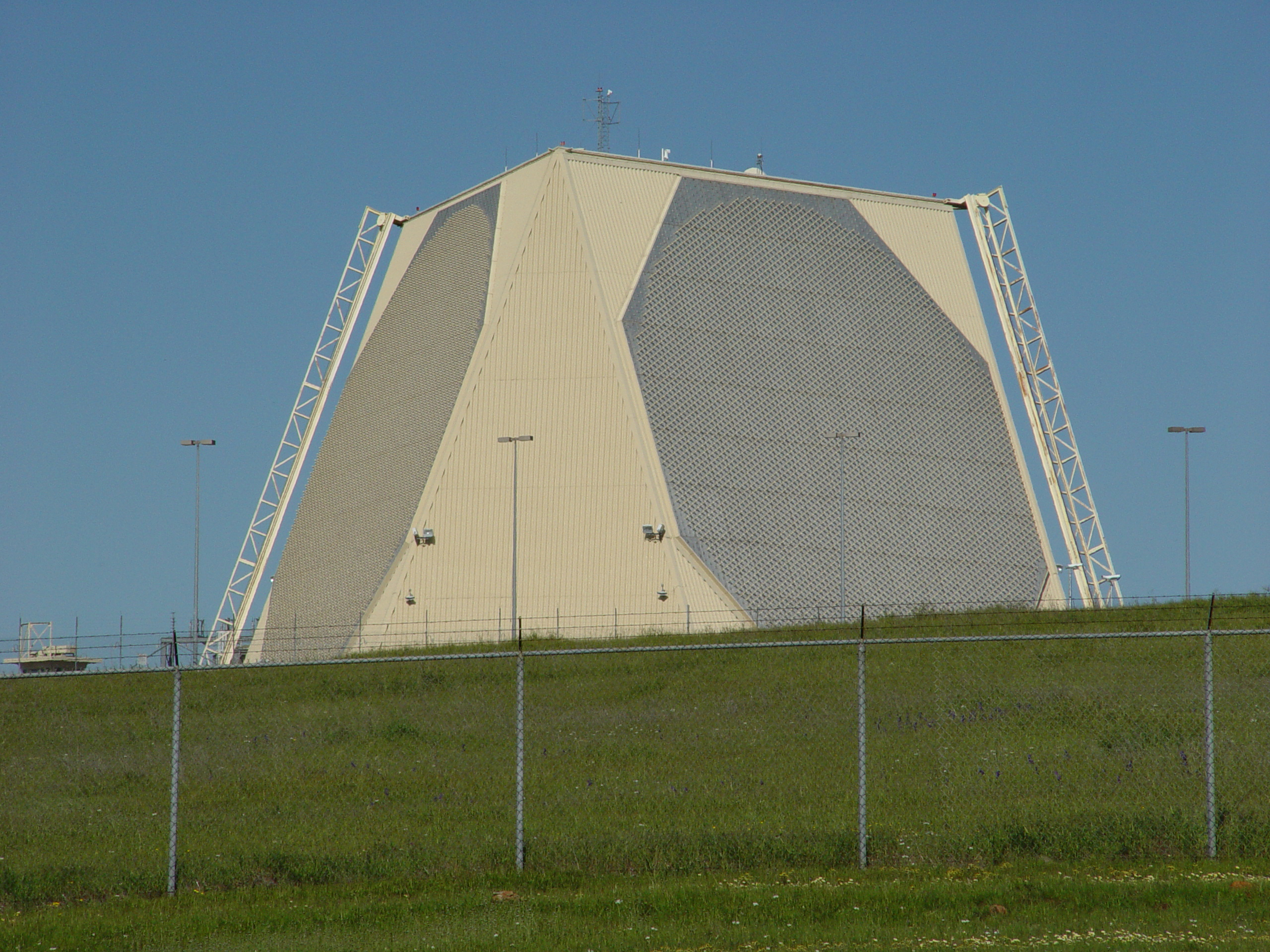
PAVE PAWS Radarstation bei der Beale Air Force Base in Kalifornien, USA, unter anderem zur Erfassung von Starts von Submarine-launched ballistic missiles im Pazifik

| Bezeichnung             | Stationierung     | Ortungstechnik | Anmerkungen                                               |
| ----------------------- | ----------------- | -------------- | --------------------------------------------------------- |
| Defense Support Program | Weltraum (GEO)    | Infrarot       | Endgültig letzter Start im November 2007                  |
| STSS                    | Weltraum (LEO)    | Infrarot       | Gestartet am 25. September 2009                           |
| SBIRS-GEO               | Weltraum (GEO)    | Infrarot       | Gestartet am 7. Mai 2011                                  |
| SBIRS-HEO               | Weltraum (HEO)    | Infrarot       | Gestartet am 28. Juni 2006                                |
| AN/FPS-108 Cobra Dane   | Boden, fest       | Radar          | 1 Station aktiv                                           |
| PAVE PAWS               | Boden, fest       | Radar          | 3 Stationen aktiv                                         |
| BMEWS                   | Boden, fest       | Radar          | 3 Stationen aktiv                                         |
| AN/TPY-2                | Boden, mobil      | Radar          | Meist Teil von THAAD                                      |
| AN/TPS-59               | Boden, mobil      | Radar          |                                                           |
| Sea-Based X-Band Radar  | See               | Radar          |                                                           |
| AN/SPY-1                | See, Boden (fest) | Radar          | auf mehr als 100 Schiffen installiert, davon mind. 26 BMD |

| Bezeichnung                                 | Stationierung | Einsatz gegen | Lenkung          | Anmerkungen                                          |
| ------------------------------------------- | ------------- | ------------- | ---------------- | ---------------------------------------------------- |
| Ground-Based Interceptor (GBI)              | Boden, fest   | IRBM bis ICBM | Infrarot         |                                                      |
| Terminal High Altitude Area Defense (THAAD) | Boden, mobil  | SRBM          | Radar + Infrarot |                                                      |
| MIM-104 Patriot                             | Boden, mobil  | SRBM bis MRBM | Radar            | Gefechtserprobt                                      |
| Kinetic Energy Interceptor                  | Boden, mobil  | SRBM bis ICBM | Radar            |                                                      |
| Arrow                                       | Boden, mobil  | SRBM bis MRBM | Radar            | Einsatz nur durch Israel, angebunden an NMD-Sensoren |
| SM-3                                        | See           | SRBM bis IRBM | Radar + Infrarot |                                                      |
| NT-SBT                                      | See           | SRBM          | Radar            |                                                      |
| Boeing YAL-1                                | Luft          | SRBM bis TBM  | Infrarot         | eingemottet                                          |
| NCADE                                       | Luft          | SRBM          | Infrarot         |                                                      |

## Auswirkungen

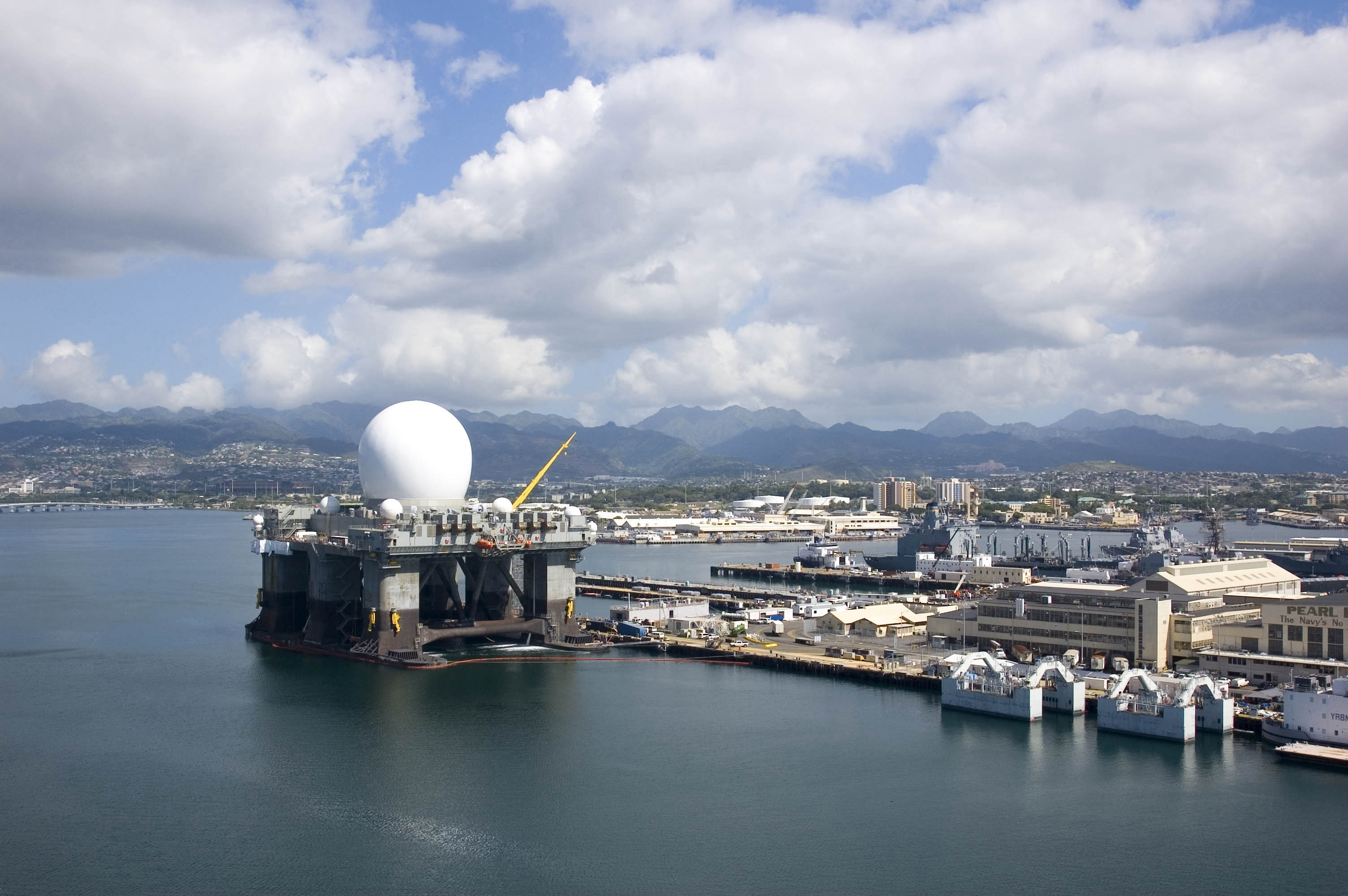
Das Sea-based X-band Radar (SBX), das weltgrößte X-Band-Radar, hier während Modernisierungsarbeiten in Pearl Harbor im Januar 2006. Es soll ab 2007 bei Adak Island (einer Aleuten-Insel bei Alaska) stationiert werden und dem NMD-Raketenabwehrsystem dienen

Das National-Missile-Defense-Projekt könnte zu einer erneuten Aufrüstung der Atommächte führen. So kündigte das russische Militär bereits neue Langstreckenraketen an, die über drei in der freien Flugphase lenkbare Sprengköpfe sowie über zusätzliche Attrappen verfügen sollen, womit sie die bisherigen Konzepte der NMD, wie oben erwähnt, weitestgehend nutzlos machen würden. Dabei ist allerdings zu beachten, dass Russland seit längerem plant, seine SS-18- und SS-19-Interkontinentalraketen zu ersetzen. Die Tatsache, dass dessen ungeachtet gleichwohl eine geringe Anzahl anfliegender Raketen bzw. Sprengköpfe abgewehrt werden können, würde das Wettrüsten voraussichtlich zusätzlich beschleunigen. Um eine glaubwürdige Abschreckung aufrechtzuerhalten, wäre zum Beispiel China gezwungen, sein Atomwaffenarsenal aufzustocken sowie eine verlässliche Zweitschlagfähigkeit seiner U-Bootflotte zu erreichen. Davon könnten sich wiederum Pakistan und Indien gefährdet fühlen und ihrerseits ihre Arsenale vergrößern und modernisieren. „Chinas bescheidener Ausbau seiner nuklearen Raketenstreitkräfte wird dazu betrieben, um es in die Lage zu versetzen, gegenwärtige und künftige Raketenverteidigungssysteme der USA überwinden zu können. Eine dieser Technologien wären Mehrfach-Gefechtsköpfe, um die Raketenabwehr zu überfordern“, hielt der US-Militärexperte Rick Fisher dazu 2005 fest.
Der Verzicht der Obama-Regierung auf die Stationierung von Raketenabwehrsystemen bei Stolp in Hinterpommern und in Tschechien, die sich nach dem Empfinden der russischen Regierung in erster Linie gegen Russland richtete, hat wesentlich mit dazu beigetragen, dass Obama am 9. Oktober 2009 der Friedensnobelpreis verliehen wurde.
Im Dezember 2012 stellte die russische Regierung sich auf den Standpunkt, wegen der 'Umzingelung' Russlands mit vorgeblichen Abwehrwaffen werde das russische Atomwaffenpotential auf Null reduziert. Damit werde das seit Jahrzehnten funktionierende strategische Gleichgewicht zwischen den zwei großen Atomwaffenmächten Russland und USA zerstört. Dies könne und werde man nicht hinnehmen, so Präsident Vladimir Putin auf einer Pressekonferenz am 20. Dezember 2012 in Moskau.
Des Weiteren arbeite Russland an neuen Raketensystemen, die die NATO-Schutzschirme weltweit sofort zerstören könnten. Russland sei nicht an Eskalation, sondern an Verhandlungen interessiert und an bindenden Verträgen für alle Parteien, werde aber unter keinen Umständen dulden, strategisch hinsichtlich Atomwaffen ausgeschaltet zu werden.
Für diesen Fall hat sich der russische Generalstab 2011 einen Präventivkrieg gegen die beteiligten Staaten vorbehalten.
Von russischer Seite wurde unter anderem beschlossen, das 600 km von Berlin entfernte Kaliningrad mit Staffeln von konventionellen taktischen ballistischen Boden-Boden-Kurzstreckenraketen Iskander (NATO-Code SS-26 Stone) zu bestücken.
Da das Abwehrsystem durch einen massiven Erstschlag übersättigt wäre, während es eine Vergeltung durch die üblicherweise geringere Zweitschlagkapazität möglicherweise abwehren kann, wird als möglicherweise destabilisierend angesehen. Auf Abschreckung beruhende Nuklearstrategien erscheinen somit gegenüber einem Erstschlag geschwächt.

## Zitate
„Wir - Zitat - 'stellen' die Raketenabwehr nicht 'zurück'. Wir verwirklichen die Raketenabwehr rascher, als es die Bush-Regierung plante. Und wir stellen ein umfangreicheres System auf.“